# Still Believing
Still Believing er debutalbummet fra den danske sanger og sangskriver Erann DD, der blev udgivet den 28. november 2000. Det toppede den danske album-hitliste i starten af 2001, og har solgt mere end 125.000 eksemplarer. Albummet indeholder to coverversioner: "I Wanna Wake Up With You" blev oprindeligt fremført af den jamaicanske sanger i Boris Gardiner i 1986, mens "I Can't Go for That" oprindeligt blev fremført af den amerikanske popduo Hall & Oates i 1981.

## Trackliste
| #   | Titel                      | Tekst                              | Musik      | Producer(e)                            | Længde |
| --- | -------------------------- | ---------------------------------- | ---------- | -------------------------------------- | ------ |
| 1.  | "I Wanna Wake Up With You" | Ben Peters                         | Ben Peters | Marcus D                               | 3:41   |
| 2.  | "Still Believing"          | Erann DD, Joshua Stander           | Erann DD   | Thomas Brekling, Erann DD              | 3:45   |
| 3.  | "I Can't Go for That"      | Daryl Hall, John Oates, Sara Allen | Daryl Hall | SoulPoets                              | 3:16   |
| 4.  | "Send Her My Love"         | Erann DD, Anoo Bhagavan            | Erann DD   | The Shack                              | 3:23   |
| 5.  | "Tears in Love"            | Erann DD, Anoo Bhagavan            | Erann DD   | SoulPoets                              | 3:05   |
| 6.  | "The Rose (Maybe Baby)"    | Erann DD, Anoo Bhagavan            | Erann DD   | Marcus D, Jesper Nordenström, Erann DD | 2:55   |
| 7.  | "Kingston Soul, Baby"      | Erann DD, Anoo Bhagavan            | Erann DD   | Jonas von der Burg                     | 3:15   |
| 8.  | "This Is Alright"          | Erann DD, Anoo Bhagavan            | Erann DD   | Marcus D                               | 3:16   |
| 9.  | "Lulee"                    | Erann DD, Daniel Gepner            | Erann DD   | Thomas Brekling, Erann DD              | 3:55   |
| 10. | "Stay"                     | Erann DD, Anoo Bhagavan            | Erann DD   | Jonas von der Burg                     | 3:12   |
| 11. | "Much Much Better"         | Erann DD, Joshua Stander           | Erann DD   | Thomas Brekling, Erann DD              | 3:02   |

## Hitlisteplacering
| Hitliste (2001) | Højeste placering |
| --------------- | ----------------- |
| Danmark         | 1                 |